# گراتس (منطقه تاریخی)

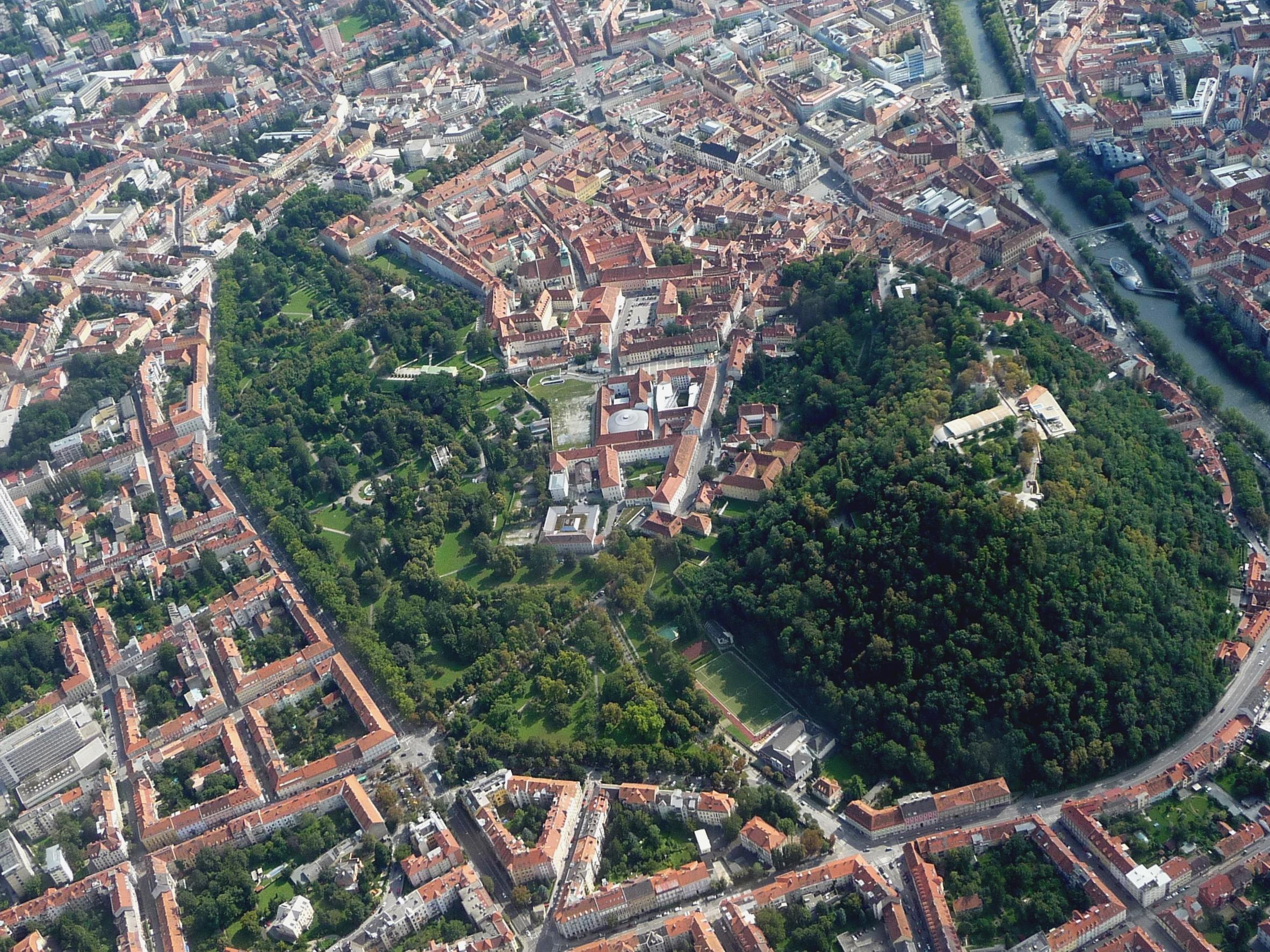

منطقه تاریخی گراتس (انگلیسی: Innere Stadt) یا اینر استات {{آلمانی|Innere Stadt) نخستین منطقه شهری گراتس در اتریش است. این ناحیه جزء میراث جهانی یونسکو و جاذبه‌های گردشگری در این کشور می‌باشد.